# Artère ethmoïdale moyenne
Pour les articles homonymes, voir Artère ethmoïdale.
L'artère ethmoïdale moyenne est une artère systémique inconstante de la tête. Elle contribue à la vascularisation des cellules ethmoïdales.

## Origine
L'artère ethmoïdale moyenne est une branche de l'artère ophtalmique présente chez 20% des individus. 

## Trajet
L'artère ethmoïdale moyenne traverse le sinus ethmoïdal moyen par un petit canal pour vasculariser les cellules ethmoïdales moyennes et parfois une partie du toit du sinus ethmoïdal. 